# 穎娃久虎
頴娃久虎（1558年—1587年），頴娃兼堅次子，通稱金福、小四郎和左馬介，是日本戰國時代與安土桃山時代時期的武將。頴娃久虎為薩摩藩主島津氏的家臣以及頴娃氏第7代主人。

## 生平
頴娃久虎生於永祿元年，卒於天正十五年。元龜元年（1570年），他因同父異母的兄長頴娃兼有被殺而繼任頴娃氏主人。天文8年，成為島津貴久麾下。到了天正4年（1576年），他協助島津家族進攻高原城。翌年參與耳川之戰。頴娃久虎後於1580年出兵水俣。那時他兼任薩摩頴娃（鹿兒島縣南九州市）及指宿（鹿兒島縣指宿市）地頭。後來在大約天正10年（1582年），他出兵肥前國和日向合戰，但於千千輪城（千千石）攻防戰中負傷。1584年出戰島原之陣。次年再與山田有信一同偵察肥前等地。
在天正12年，頴娃久虎成為島津義久的智囊團其中一員，及後改仕島津義弘。在耳川之戰、肥後國進攻之戰以及與大名龍造寺隆信的戰鬥如沖田畷之戰中均令他贏得彪炳的戰績，並深得島津義弘的信賴。島津義弘曾經稱許他為勇將，「全部的豐肥戰役都是全賴久虎（才能成功）。」（豊肥戦はすべて久虎によった）。西元1587年4月，頴娃氏參與其平生最後一場戰役根白坂之戰。同年因一次意外墮馬身亡。墳墓建於其母親帖佐氏的墓地旁邊。

## 頴娃城
頴娃久虎擁有通稱「獅子城」的頴娃城，其堅固的城池地基現存深溝和土壘。而城郭的面積比防禦建設小。頴娃城具有日本戰國時代九州三層五階的天守閣的特色。天守閣並不如櫓一樣簡陋。在本丸上下段的分界線上堆成了狀觀的石牆。雖然九州人把頴娃城說成是福岡縣北面九州市小倉南區平尾台駱駝山焚化爐旁邊的城池，但他們幾乎全然不知道它本身是獨立存在。

## 遊戲作品
頴娃久虎於日本遊戲公司光榮設計的的戰國無雙系列及信長之野望系列遊戲中登場。

## 外部連結
- 戰國武將大圖鑑